# Pavel Kuka
Pavel Kuka (ur. 19 lipca 1968 w Pradze) – czeski piłkarz występujący na pozycji napastnika.
Kuka zaczynał i skończył karierę w Slavii Praga, grając w tym klubie w latach 1989-93 i 2000-05. Grał również w 1. FC Kaiserslautern (1994-98), 1. FC Nürnberg (1998-99) i VfB Stuttgart (1999–2000). Dla reprezentacji Czech Kuka zagrał 63 razy, strzelił 22 gole i brał udział na Euro 96 i Euro 2000. Kuka również grał 24 razy i strzelił siedem goli dla Czechosłowacji. Gdy przeszedł na emeryturę został głównym dyrektorem w FK Marila Příbram.